# Corrado Ursi

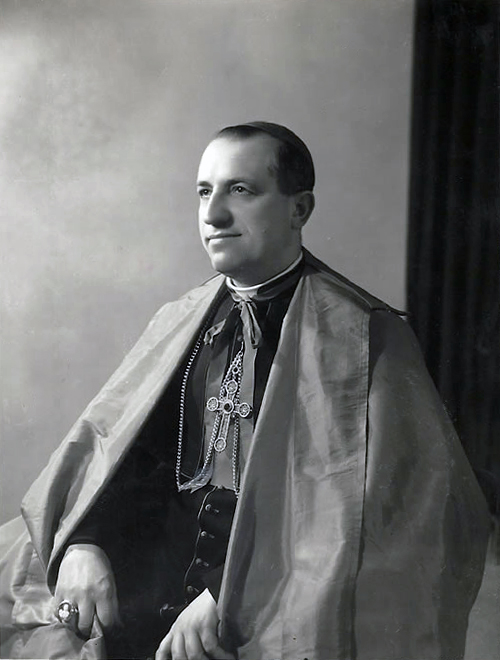
Corrado Ursi als Bischof von Nardò (1956)

Kardinalswappen

Corrado Kardinal Ursi (* 26. Juli 1908 in Andria, Provinz Barletta-Andria-Trani, Italien; † 29. August 2003 in Neapel) war Erzbischof von Neapel.

## Leben
Corrado Ursi studierte die Fächer Katholische Theologie und Philosophie in Andria und Molfetta. Er empfing am 25. Juli 1931 das Sakrament der Priesterweihe und arbeitete anschließend als Subregens und Regens am Päpstlichen Priesterseminar von Molfetta sowie als Seelsorger in verschiedenen Gemeinden.
Papst Pius XII. ernannte ihn am 29. Juli 1951 zum Bischof von Nardò. Die Bischofsweihe spendete ihm am 30. September desselben Jahres der spätere Kardinal Carlo Confalonieri, damals Sekretär der Kongregation für die Seminare und Universitäten; Mitkonsekratoren waren der Bischof von Molfetta Giovinazzo und Terlizi, Achille Salvucci und der Bischof von Lecce, Francesco Minerva. Papst Johannes XXIII. übertrug ihm am 30. November 1961 die Leitung des Erzbistums Acerenza. Corrado Ursi nahm in den Jahren 1962 bis 1965 am Zweiten Vatikanischen Konzil teil. Papst Paul VI. ernannte ihn am 23. Mai 1966 zum Erzbischof von Neapel und nahm ihn ein Jahr darauf, am 26. Juni 1967, als Kardinalpriester mit der Titelkirche San Callisto in das Kardinalskollegium auf. Während seiner Zeit als Erzbischof von Neapel war er zugleich Großkanzler der Päpstlichen Theologischen Fakultät von Süditalien. Er nahm sowohl im August als auch im Oktober 1978 am Konklave teil.
Corrado Kardinal Ursi legte die Leitung des Erzbistums Neapel 1987 aus Altersgründen nieder. Er wurde danach Ehrenbürger von Neapel. Kardinal Ursi starb am 29. August 2003 mit 95 Jahren in Neapel und wurde in der Basilica dell’Incoronata Madre del Buon Consiglio im Stadtbezirk Capodimonte von Neapel bestattet. Zum Zeitpunkt seines Todes war er der letzte Kardinal, der im Konsistorium von 1967 kreiert worden war.